# Uruguay aux Jeux olympiques d'été de 2000
L'Uruguay participe aux Jeux olympiques d'été de 2000 à Sydney. Sa délégation est composée de 14 athlètes répartis dans 7 sports et son porte-drapeau est Mónica Falcioni. Au terme des Olympiades, la nation se classe 64e ex æquo avec l'Irlande et le Viêt Nam avec une médaille d'argent chacun. 

## Nombre d'athlètes qualifiés par sport
Voici la liste des qualifiés et sélectionnés Uruguayens par sport (remplaçants compris) :
| Sport      | Hommes | Femmes | Total |
| ---------- | ------ | ------ | ----- |
| Athlétisme | 2      | 2      | 4     |
| Cyclisme   | 2      | 0      | 2     |
| Équitation | 2      | 0      | 2     |

## Liste des médaillés uruguayens

### Médailles d'or
Aucun athlète uruguayen ne remporte de médaille d'or durant ces JO.

### Médailles d'argent
| Sport                  | Discipline            | Sportifs       | Performance |
| Médailles d'Argent : 1 |                       |                |             |
| Cyclisme               | Course aux points (H) | Milton Wynants |             |

### Médailles de bronze
Aucun athlète uruguayen ne remporte de médaille de bronze durant ces JO.

## Athlétisme

### Hommes
| Athlète       | Épreuve  | Séries      | Séries      | Quarts de finale | Quarts de finale | Demi-finales | Demi-finales | Finale          | Finale  |
| Athlète       | Épreuve  | Temps       | Rang        | Temps            | Rang             | Temps        | Rang         | Temps           | Rang    |
| ------------- | -------- | ----------- | ----------- | ---------------- | ---------------- | ------------ | ------------ | --------------- | ------- |
| Heber Viera   | 100 m    | 10 s 54     | 4e          | Éliminé          | Éliminé          | Éliminé      | Éliminé      | Éliminé         | Éliminé |
| Heber Viera   | 200 m    | 20 s 82     | 4e          | 20 s 97          | 8e               | Eliminé      | Eliminé      | Eliminé         | Eliminé |
| Nestor Garcia | Marathon | Non disputé | Non disputé | Non disputé      | Non disputé      | Non disputé  | Non disputé  | 2 h 22 min 30 s | 46e     |

### Femmes
| Athlète          | Épreuve          | Qualification | Qualification | Finale      | Finale  |
| Athlète          | Épreuve          | Performance   | Rang          | Performance | Rang    |
| ---------------- | ---------------- | ------------- | ------------- | ----------- | ------- |
| Déborah Gyurcsek | Saut à la perche | 4,15 m        | 21e           | Eliminé     | Eliminé |
| Mónica Falcioni  | Saut en longueur | 6,05 m        | 33e           | Eliminé     | Eliminé |

## Cyclisme

### Route

#### Hommes
| Athlète       | Compétition     | Temps | Rang |
| ------------- | --------------- | ----- | ---- |
| Gregorio Bare | Course en ligne | DNF   | /    |

### Piste

#### Hommes
| Athlète        | Compétition       | Points | Rang              |
| -------------- | ----------------- | ------ | ----------------- |
| Milton Wynants | Course aux points | 18     | Médaille d'argent |

## Equitation
| Athlète         | Compétition      | Pénalités | Rang |
| --------------- | ---------------- | --------- | ---- |
| Henry Gramajo   | Concours complet | DNF       | /    |
| Jorge Fernández | Concours complet | DNF       | /    |